# Morales del Vino
Morales del Vino es una localidad y municipio español de la provincia de Zamora y de la comunidad autónoma de Castilla y León.
El municipio cuenta con una superficie de 23,68 km² y, según datos del padrón municipal 2017 del INE, cuenta con una población de 2950 habitantes. A inicios de los 90 solo contaba con 1200 habitantes, por lo que se puede decir que el pueblo ha experimentado un importante crecimiento demográfico desde entonces, debido principalmente a la creación de zonas residenciales próximas a la ciudad de Zamora. Como consecuencia, Morales se ha situado como cuarta localidad de la provincia de Zamora por población, ha reducido notablemente su media de edad y se encuentra en una mejor situación de poder adquisitivo.
Morales cuenta con la pedanía o anejo de Pontejos, bella localidad situada a tan sólo 2 km de distancia, calificada por algunos entendidos como uno de los pueblos más antiguos del sur de la provincia de Zamora y el más antiguo de la comarca de Tierra del Vino.

## Toponimia
El topónimo Moral, según Riesco Chueca, responde a un modelo tradicional del área leonesa, consistente en un nombre de árbol en singular, femenino y con o sin artículo. Así es frecuente La Moral, con o sin artículo, así como sus diminutivos, que preservan el género femenino, de tradición latina. En la provincia de Zamora son frecuentes los topónimos Moral, Moraleja o Moralina. El origen de todos ellos es el totémico Morus nigra o morera negra (latín mōrus, -i), aún denominado moral en gran parte del dominio lingüístico leonés. Este es un árbol de antigua tradición concejil, frecuentemente plantado ante muchas de las iglesias rurales. En la mayor parte de los casos, su forma diminutiva no suele aludir a un moral pequeño, sino a una población llamada Moral que es de menor rango que otra localidad del mismo nombre.
Frente a esta teoría, también se indica que en origen podría referirse a personas procedentes de África si atendemos al significado derivado del vocablo latino 'maurus' (mauritano), y este del griego 'mαῦρος' (maûros), con significado de oscuro, por alusión al color de su piel.
'Del Vino' es, como en muchas localidades de la zona, la concreción geográfica que en este caso se hace necesaria para diferenciarlo de otros pueblo como Morales de Toro, Morales de Valverde y Morales del Rey.

## Símbolos
El escudo heráldico que representa al municipio fue aprobado oficialmente el 11 de febrero de 1999 con el siguiente blasón:

«Escudo medio partido y cortado. 1.º de plata león rampante linguado y uñado de gules. 2.º de oro vid frutada de sinople. 3.º de gules ermita de plata. Al timbre corona real cerrada.»
Boletín Oficial de Castilla y León nº 238 de 13 de diciembre de 1993

## Geografía
Integrado en la comarca de Tierra del Vino, se sitúa a 9 kilómetros de Zamora. El término municipal está atravesado por la Autovía Ruta de la Plata (A-66) y por la carretera nacional N-630, además de por carreteras locales que conectan con Entrala, El Perdigón, Cazurra y Arcenillas. El relieve del municipio es prácticamente llano, de forma que la altitud oscila entre los 725 metros en un cerro al sur y los 659 metros al norte. El pueblo se alza a 711 metros sobre el nivel del mar.
| Noroeste: Zamora                            | Norte: Zamora                  | Nordeste: Arcenillas         |
| Oeste: Entrala                              |                                | Este: Casaseca de las Chanas |
| Suroeste: Casaseca de Campeán y El Perdigón | Sur: Cazurra y Peleas de Abajo | Sureste: Cazurra             |

### Paisaje natural

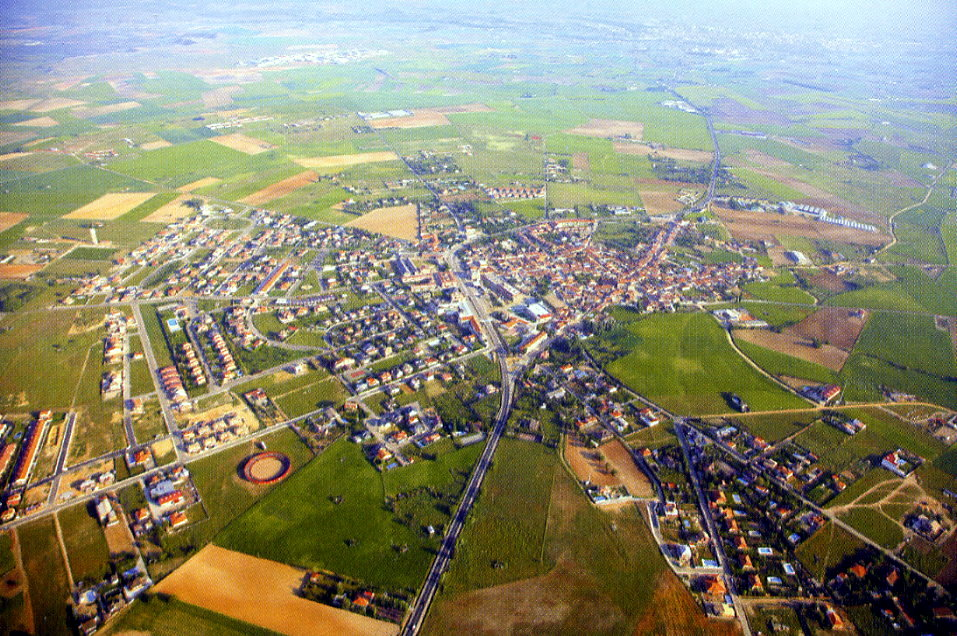
Vista panorámica de Morales

Se trata de una zona de poco arbolado, con pequeñas laderas correspondientes a las terrazas fluviales del valle del Duero. Debido a la proximidad al río, existen zonas de regadío con maíz, remolacha y alfalfa, que mantienen el verdor en verano, pero la mayor parte del secano, dedicado a los cereales, leguminosas y girasol, amarillea durante el verano. Es una zona de escaso arbolado, destacando los sotos de Pontejos como las mayores extensiones de alamedas y choperas y alguna que otra arboleda cercana al pueblo. De forma esporádica aparecen nogales, almendros, castaños y chopos, y abundan las zarzas y escobas en linderos y barrancos.

### Geología
Geológicamente, se asienta en zonas sedimentarias de la Era Terciaria, generalmente conglomerados, margas y areniscas, con escasos afloramientos rocosos.

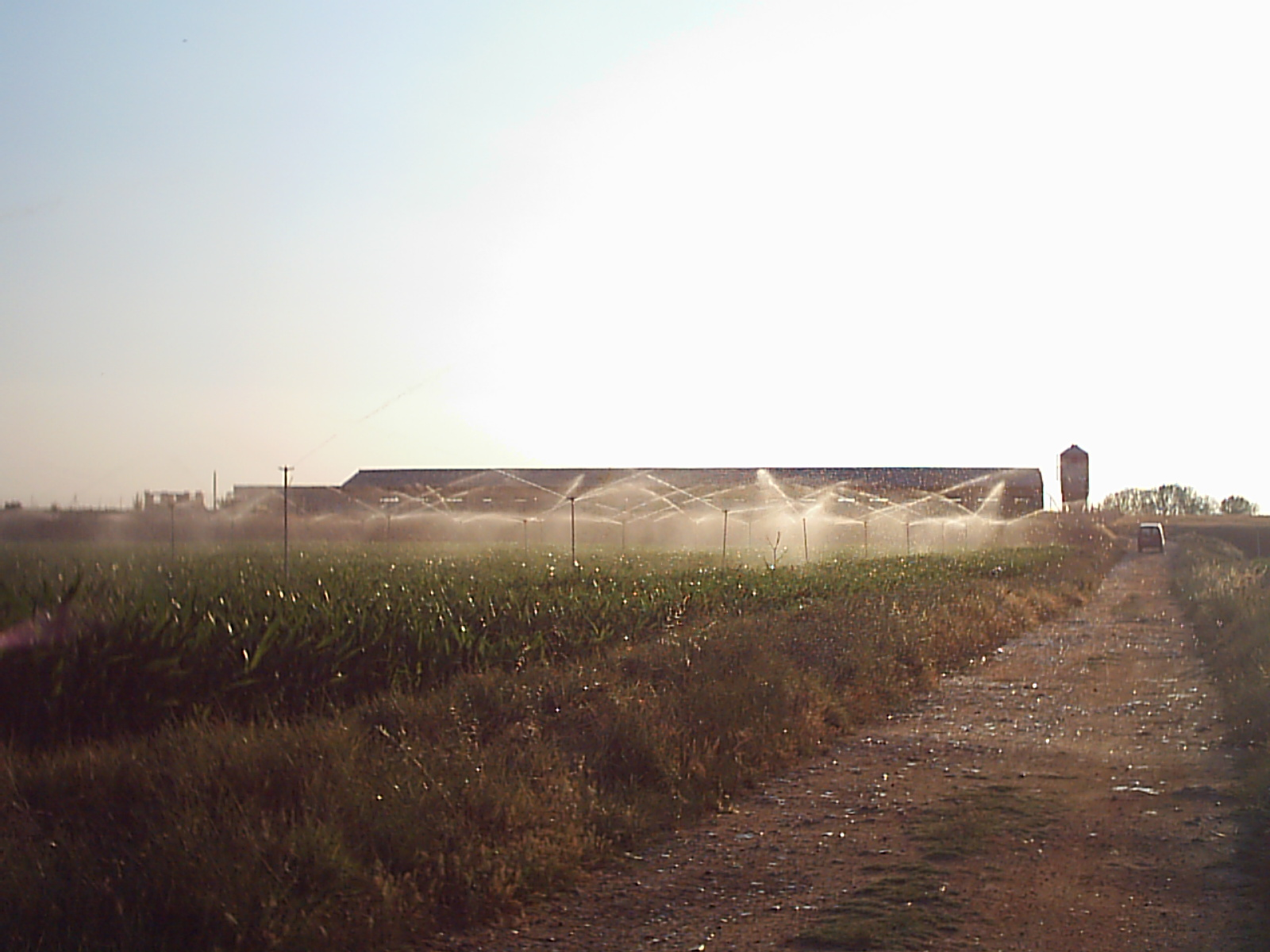
Campos de Morales

### Fauna
La fauna salvaje que se puede encontrar está compuesta de zorros, comadrejas, conejos y liebres, roedores y puede encontrarse raramente algún jabalí o serpiente. Además, hay ranas y sapos en las zonas húmedas, así como culebras de agua. Otro elemento del paisaje, sin ser fauna salvaje, son los rebaños de ovejas castellanas que pastan en los campos sobre todo en la zona limítrofe con Pontejos.

### Clima
El clima de Morales del Vino es típicamente mediterráneo continentalizado, con escasas lluvias (400 l/m2 anuales), concentradas en otoño y primavera, y temperaturas extremas, pudiéndose superar los 40 °C en verano y por debajo de -10 °C en invierno. Los días de niebla enclavada en el valle del Duero son frecuentes en invierno, manteniendo días muy fríos. En verano no es raro que se escape alguna tormenta con aparato eléctrico y pequeñas trombas de agua, pero lo normal es que las precipitaciones sean de frentes y de borrascas atlánticas. También nieva, normalmente una o dos veces al año durante el mes de enero, asociados con entradas de aire del Polo Norte.

## Historia
Esta localidad ha sido tradicionalmente conocida como Morales de Zamora, siendo desde antiguo uno de los núcleos más importantes de su partido judicial, algo a lo que sin duda contribuyó su riqueza vinícola.
Durante la Edad Media, la localidad quedó integrada en el Reino de León, siendo repoblada por sus monarcas. Así, históricamente sabemos de la existencia de Morales desde el año 1106, fecha de una donación sobre casas, viñas y palomares aquí radicados. Otro documento con el mismo contenido se registra en 1208 y un testamento de 1236 dona viñas al cabildo catedralicio. A finales del siglo XIII aparece citado en el Fuero de Zamora y en 1307 es considerada como una aldea de Zamora, según escritura de venta otorgada por María Miguélez.
Posteriormente, en la Edad Moderna, Morales formó parte del Partido del Vino de la provincia de Zamora, tal y como reflejaba en 1773 Tomás López en Mapa de la Provincia de Zamora. Así, al reestructurarse las provincias y crearse las actuales en 1833, la localidad se mantuvo en la provincia zamorana, dentro de la región Leonesa, integrándose en 1834 en el partido judicial de Zamora.
Finalmente, en 1971, el antiguo municipio de Pontejos se integró en el de Morales del Vino.

## Demografía
Morales del Vino cuenta con una población de 3085 habitantes (INE 2024).
| Gráfica de evolución demográfica de Morales del Vino entre 1842 y 2021 |
| |
| Población de derecho según los censos de población del INE Población de hecho según los censos de población del INEEntre el censo de 1981 y el anterior, crece el término del municipio porque incorpora a 49161 (Pontejos) |

Su evolución demográfica se asienta sobre los datos siguientes: 245 vecinos contaba a finales del siglo XVI; 300 dos siglos después (según fuentes no documentadas), entre 1300 y 1400 en 1857-60 (datos INE, de los que al menos 1300 eran residentes legales) para luego caer a unos 1000 habitantes según el censo de 1960. Hoy cuenta con casi 3000 vecinos (2017).

### Economía
El pueblo cuenta en la actualidad con numerosas empresas de diversos sectores, destacando el sector agroalimentario. La mayoría de los establecimientos dedicados al sector servicios se sitúan en la calle la Solana (junto a la N-630).

#### Hostelería y restauración
En hostelería, se puede encontrar una amplia variedad de puntos donde comer o cenar, desde comida rápida hasta alta cocina pasando por los platos más tradicionales de la zona, como un buen bacalao, cocido o las buenas carnes de cordero o ternera de la provincia. Se pueden tomar tapas y cafés, así como unas copas por la noche. Así cuenta con 7 establecimientos de este tipo (Bar Ceis, Bar Barbelú, Bar Lovdrin, Bar La Solana, Bar Maikel, el Bar de la piscina y el Bar de los jubilados), la mayoría de ellos asentados en la calle de la Solana.

#### Distribución de alimentación al por mayor
En el pueblo se han asentado supermercados de ámbito nacional como las cadenas Día y Lupa ambas en la calle de la Solana.

#### Fabricación de alimentación
En la localidad están ubicadas fábricas de algunos de los mejores quesos de la D.O. Queso Zamorano (Vicente Pastor en el centro del Pueblo y Marcos Conde junto a la N-630), embutidos y jamones, dulces y pan.

#### Industria
En cuanto a la industria, hay un pequeño polígono industrial al lado de la N-630 donde se asientan algunas empresas (Cortizo, Aspiraciones Zamoranas, Cárnicas Díaz de Zamora...). Desde el año 2010 se ha intentado promover la creación de un nuevo polígono Industrial cerca del anterior pero junto al acceso Norte al Pueblo (junto al cementerio), no obstante la escasa demanda y la crisis actual ha parado este proyecto.

#### Pequeño comercio
En el pueblo también hay talleres, carpintería, marmolería, fábrica de muebles, tiendas de alimentación (autoservicio Ana, carnicería Casado, carnicería José Miguel), tiendas de ropa, kioscos, dentista, veterinario, farmacia, bazar...

#### Otros
Junto a la N-630 a ambos lados podemos encontrar varios Bancos y cajas (Caja España, Caja Rural de Zamora, La Caixa, Banco Santander)
En el acceso al pueblo desde Zamora, a la izquierda además del centro de la Asociación Protectora de Minusválidos Psíquicos (Asprosub) se sitúa la estación de inspección técnica de Vehículos (ITV) que da servicio a la zona (incluida la capital).

## Administración y política

### Gobierno municipal
| Periodo   | Nombre                     | Partido | Partido                                            |
| --------- | -------------------------- | ------- | -------------------------------------------------- |
| 1979-1983 | José Hernández Macías      |         | Unión de Centro Democrático (UCD)                  |
| 1983-1987 | José Hernández Macías      |         | Alianza Popular (AP)                               |
| 1987-1991 | José Hernández Macías      |         | Agrupación de Electores de Morales del Vino (AEMV) |
| 1991-1995 | José Hernández Macías      |         | Partido Socialista Obrero Español (PSOE)           |
| 1995-2002 | José Hernández Macías      |         | Partido Popular (PP)                               |
| 2002-2015 | José María Barrios Tejero  |         | Partido Popular (PP)                               |
| 2015-2019 | Miguel Ángel Piorno Brioso |         | Ciudadanos (CS)                                    |
| 2019-2023 | Carmen Lorenzo Coca        |         | Partido Popular (PP)                               |

| Partido político                                               | 2023  | 2023  | 2023       | 2019  | 2019  | 2019       | 2015  | 2015  | 2015       | 2011  | 2011  | 2011       | 2007  | 2007  | 2007       | 2003  | 2003  | 2003       |
| Partido político                                               | %     | Votos | Concejales | %     | Votos | Concejales | %     | Votos | Concejales | %     | Votos | Concejales | %     | Votos | Concejales | %     | Votos | Concejales |
| Partido Popular (PP)                                           | 47,43 | 676   | 6          | 40,66 | 638   | 5          | 35,14 | 539   | 5          | 64,69 | 927   | 8          | 46,91 | 646   | 6          | 49,65 | 561   | 5          |
| Partido Socialista Obrero Español (PSOE)                       | 16,07 | 229   | 2          | 20,2  | 317   | 2          | 9,19  | 141   | 1          | 21,84 | 313   | 3          | 35,73 | 492   | 4          | 23,72 | 268   | 2          |
| Vox                                                            | 15,78 | 225   | 2          | —     | —     | —          | —     | —     | —          | —     | —     | —          | —     | —     | —          | —     | —     | —          |
| Unión del Pueblo Leonés (UPL)                                  | 12,49 | 178   | 1          | —     | —     | —          | —     | —     | —          | —     | —     | —          | 7,41  | 102   | 1          | 20,71 | 234   | 2          |
| Ahora Decide                                                   | —     | —     | —          | 25,62 | 402   | 3          | —     | —     | —          | —     | —     | —          | —     | —     | —          | —     | —     | —          |
| Ciudadanos (CS)                                                | —     | —     | —          | 9,3   | 146   | 1          | 26,14 | 401   | 3          | —     | —     | —          | —     | —     | —          | —     | —     | —          |
| Agrupación de Electores Independientes Zamoranos (ADEIZA)      | —     | —     | —          | —     | —     | —          | 1,56  | 24    | 0          | —     | —     | —          | 2,32  | 32    | 0          | —     | —     | —          |
| Asociación Vecinal Independiente de Morales y Pontejos (AVIMP) | —     | —     | —          | —     | —     | —          | 18,9  | 290   | 2          | —     | —     | —          | —     | —     | —          | —     | —     | —          |
| Izquierda Unida (IU)                                           | —     | —     | —          | —     | —     | —          | 5,87  | 90    | 0          | 7,19  | 103   | 0          | 6,54  | 90    | 0          | 4,16  | 47    | 0          |
| Partido Regionalista del País Leonés (PREPAL)                  | —     | —     | —          | —     | —     | —          | —     | —     | —          | 1,4   | 20    | 0          | —     | —     | —          | —     | —     | —          |

#### Evolución de la deuda viva municipal
El concepto de deuda viva contempla solo las deudas con cajas y bancos relativas a créditos financieros, valores de renta fija y préstamos o créditos transferidos a terceros, excluyéndose, por tanto, la deuda comercial.
| Gráfica de evolución de la deuda viva del Ayuntamiento de Morales entre 2008 y 2023                        |
| |
| Deuda viva del Ayuntamiento de Morales del Vino, en miles de euros, según datos del Ministerio de Hacienda |

## Cultura

### Monumentos en el pueblo

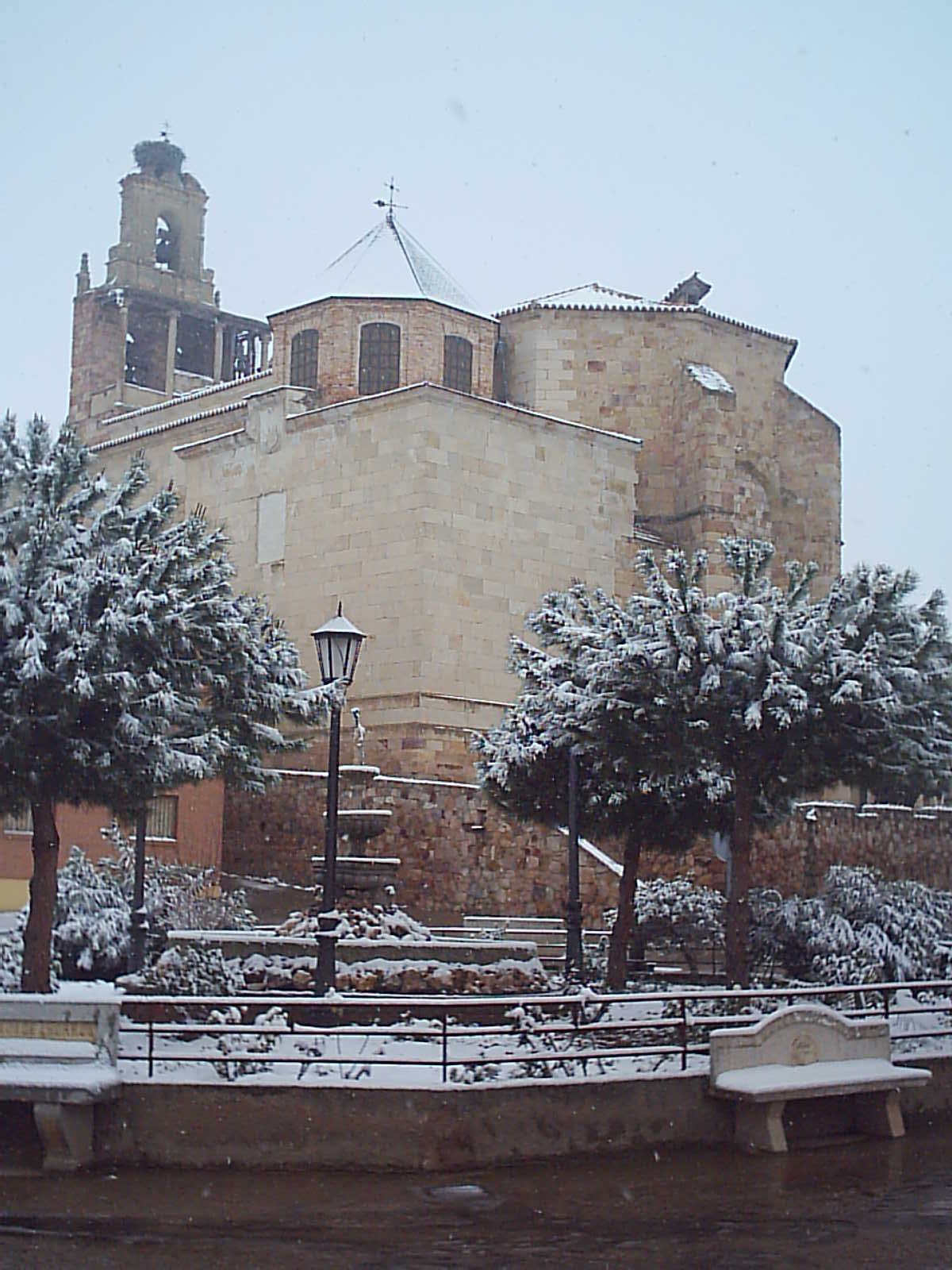
Iglesia de la Asunción

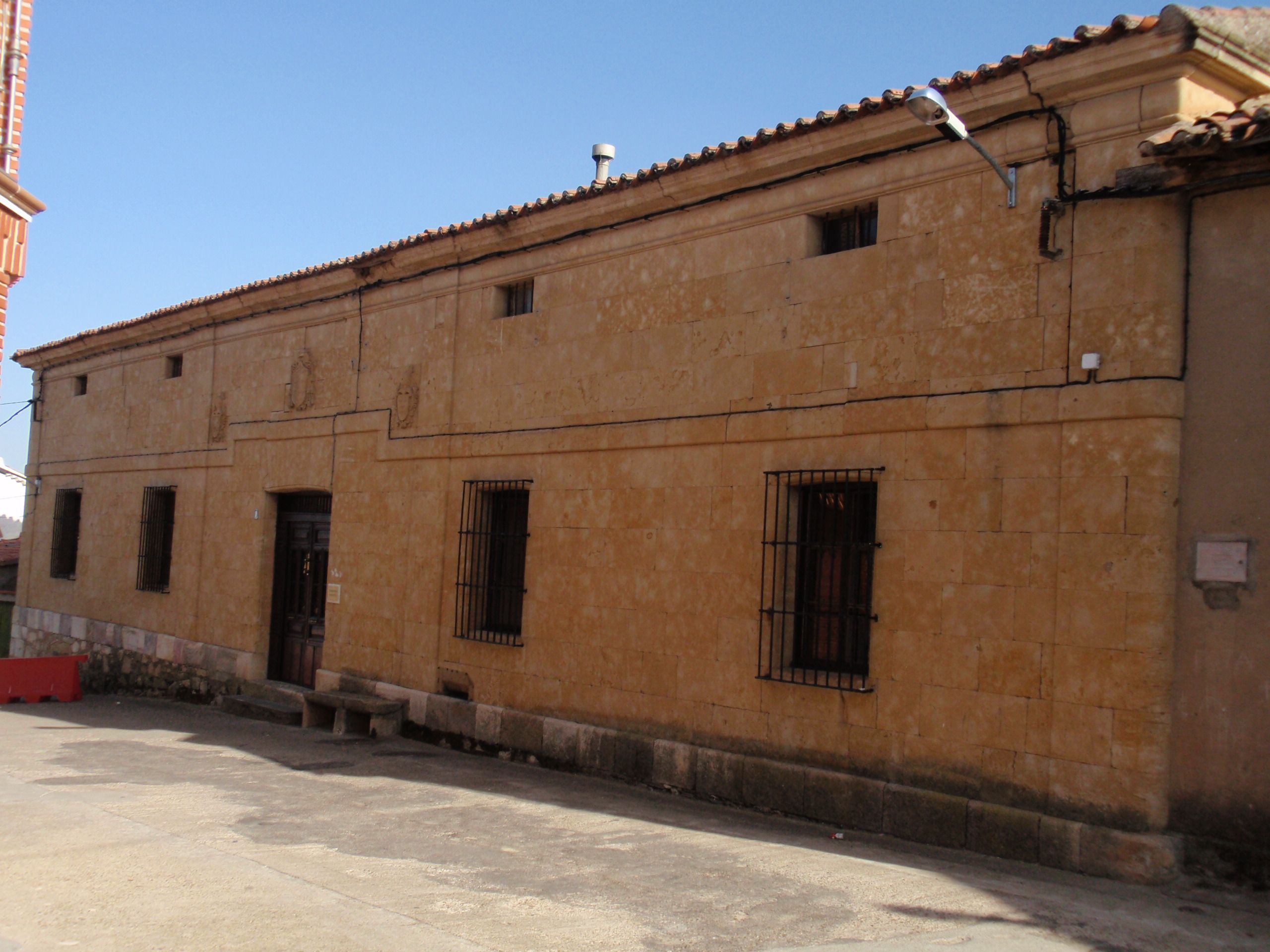
Palacio del Obispo de Luelmo y Pinto en la calle del Cortinal

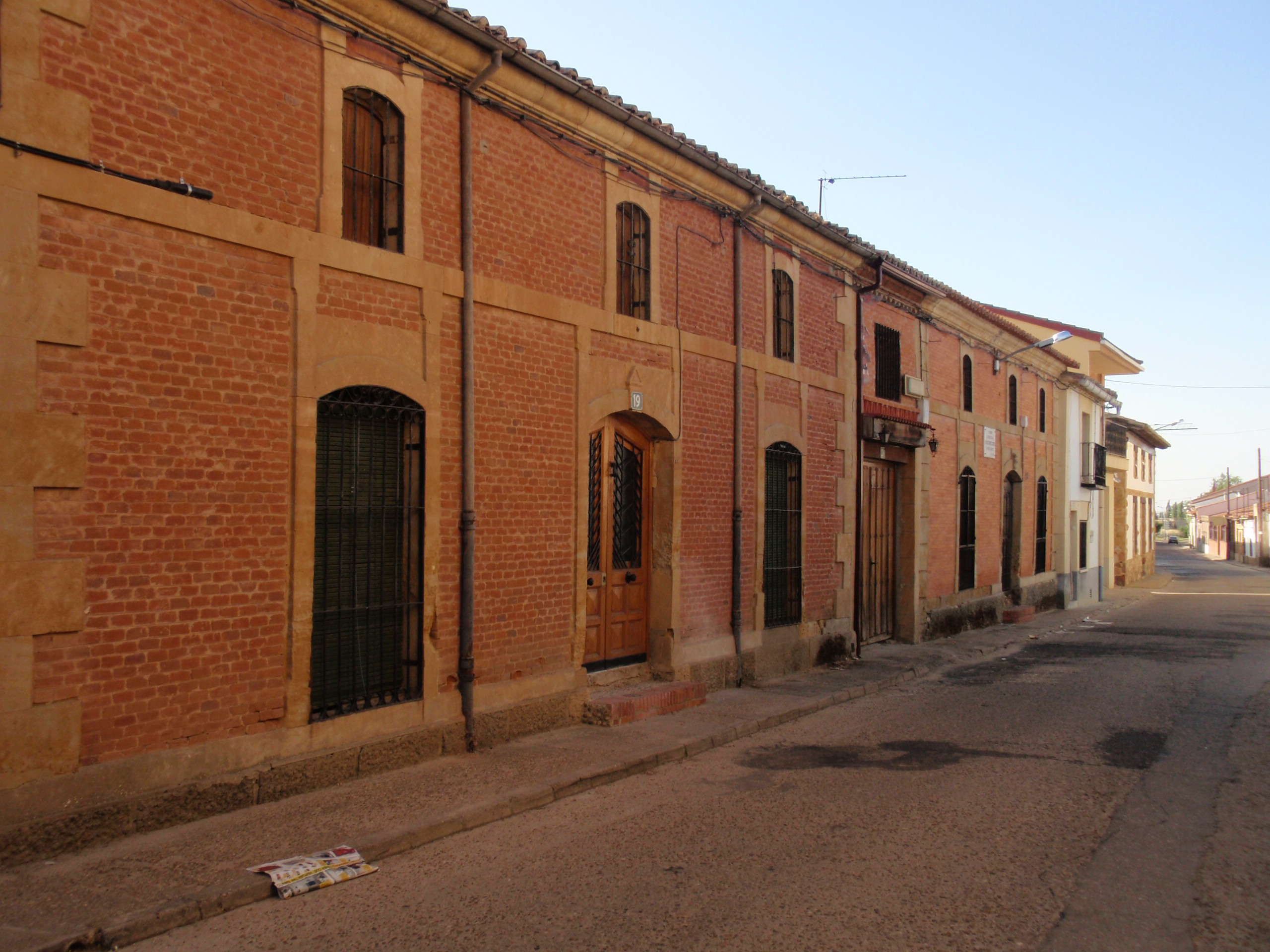
Vivienda antigua en la calle de Zamora realizada en ladrillo y piedra mollar arenisca de Villamayor

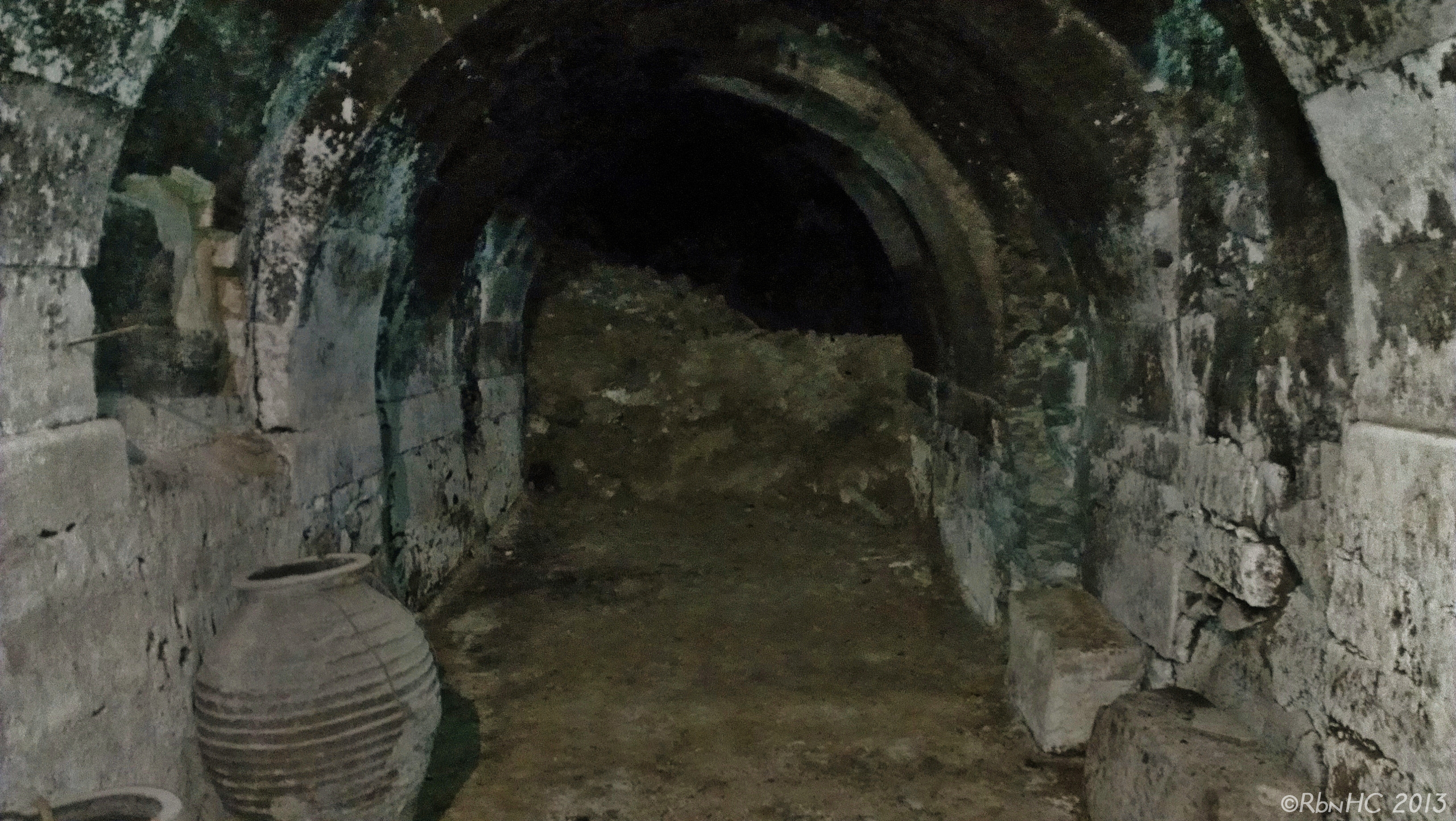
Bodega de Vino en la calle de la Cabaña, parcialmente enterrada

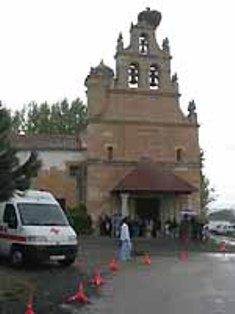
Ermita del Cristo

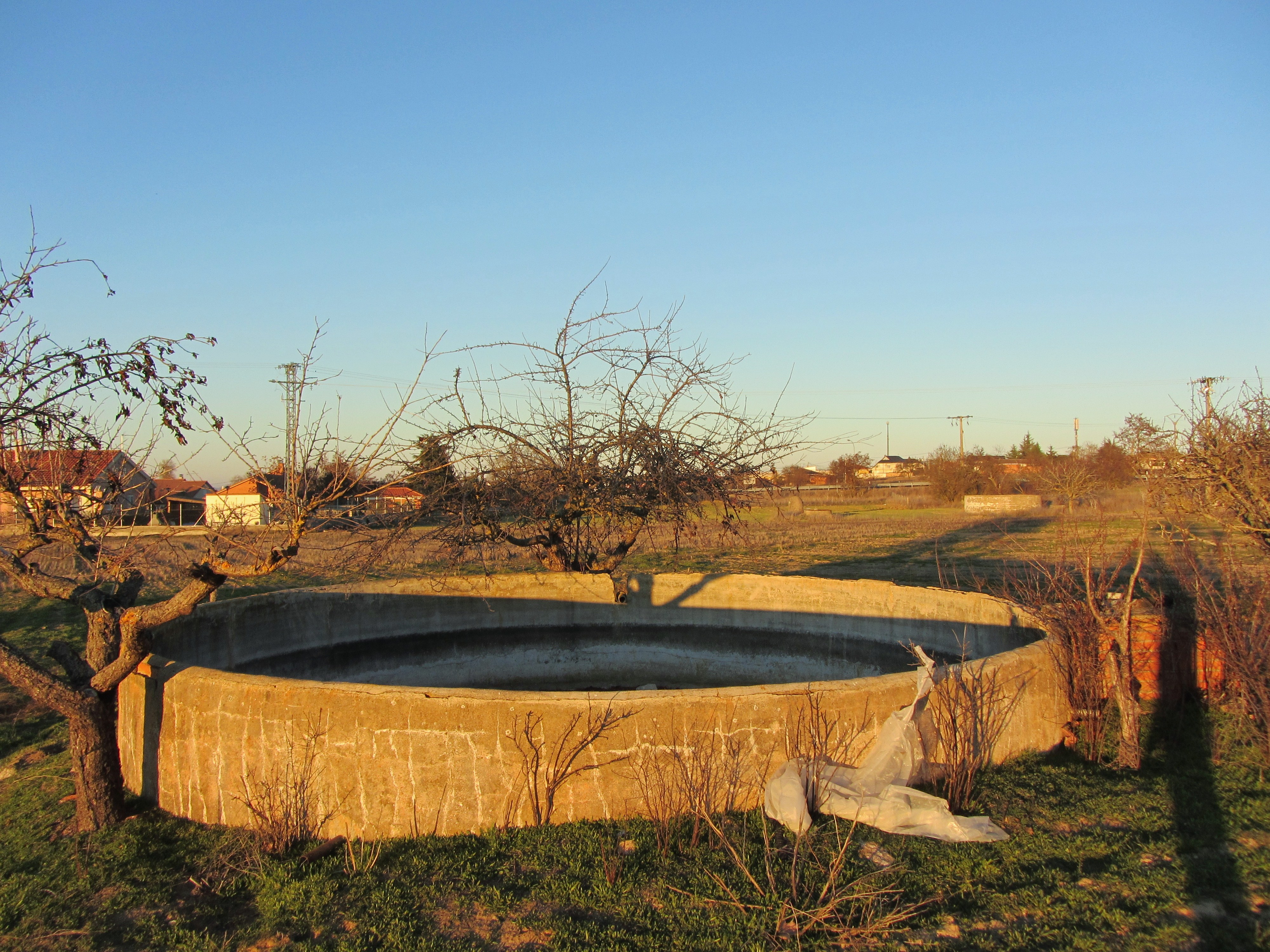
Buchina en una tierra de cultivo

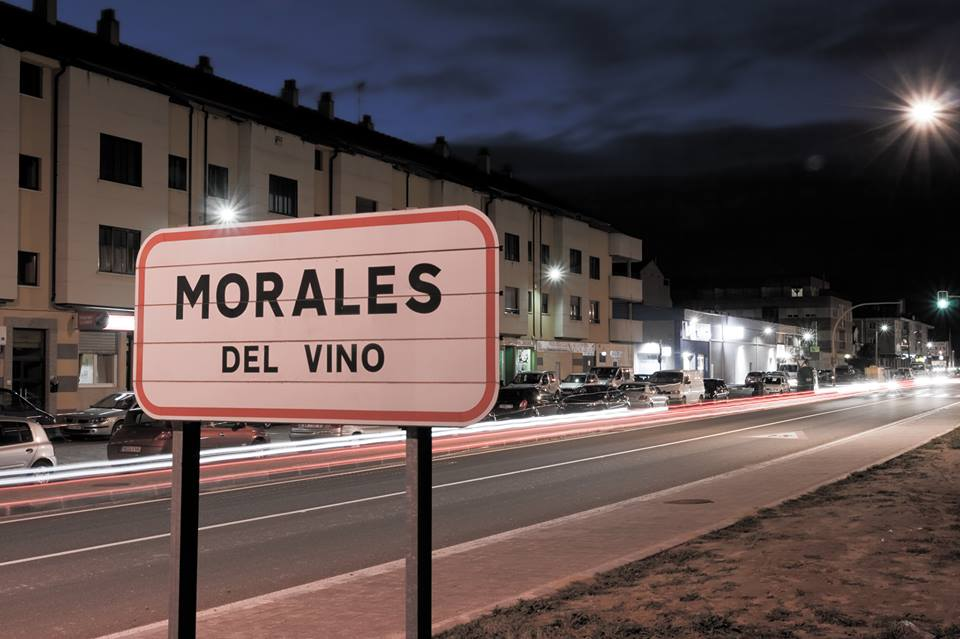
Panel de entrada a la localidad

En lo referente a la arquitectura religiosa, destaca la iglesia parroquial de Nuestra Señora de la Asunción, situada sobre un zócalo que se acentúa hacia el este como si fuera el borde de un valle que hubiese formado el pequeño arroyo. Es posible que en ese zócalo se encuentren restos de otra u otras construcciones anteriores.
Su planta es rectangular, de tres naves, separadas por grandes arcos formeros y construida en sillería, cuya fábrica se concluyó en 1522, motivo por el que en ella aparecen elementos arquitectónicos del gótico tardío, como la estructura de nervios que corona el altar mayor o el pórtico sur. De siglos posteriores es la capilla del obispo, cuya denominación obedece a que fue dedicada a Manuel de Luelmo y Pinto, prelado de la diócesis de Calahorra y La Calzada. Otro punto importante a destacar en la iglesia es su portada norte, raro ejemplo de plateresco en la provincia de Zamora, y de importante valor artístico. En el interior, el retablo principal es de arte renacentista o manierista, obra documentada de Juan de Montejo.
El barroco encuentra un buen ejemplo de formas y relieves en la capilla del obispo, y en el espectacular órgano que, situado en el coro o tribuna, fue realizado por Andrés Tamame en 1773 y conserva todas las piezas originales en buen estado tras haber sido restaurado por el Consejo General de Castilla y León en 1981. Por último, en su interior destaca la virgen de los Ángeles, obra realizada por Alejo de Vahía a finales del siglo XV y que consiste en una imagen sedente sobre un trono, en la que el niño descansa sobre la rodilla derecha, mientras dos ángeles colocan sobre la cabeza de la virgen una corona.
Además de la iglesia parroquial y la ermita del Cristo de Morales, existieron otros dos eremitorios: el de Nuestra Señora y San Sebastián, en el centro del pueblo, y el de El Salvador, bien preparada y recompuesta en 1708. Esta última, la de El Salvador, se hallaba en el camino de El Perdigón y actualmente todavía se conoce por allí un pago con ese nombre. También tuvo el pueblo una alhóndiga y un hospital a cargo de la Cofradía de San Tirso, cuya casa se declaraba ruinosa en 1839.
En cuanto a arquitectura civil, destaca el palacio del obispo de Luelmo y Pinto, sito en la calle del Cortinal con fachada realizada en 'piedra de mollar' salmantina (la típica arenisca amarillenta o naranja que conforma las casas de la Tierra del Vino y la vecina Salamanca).
Dicha fachada posee una composición simétrica respecto a la puerta de entrada en la que también se observan tres escudos de la familia del obispo (el suyo propio en el centro), esta simetría es difícil de apreciar debido al desnivel de la calle y su poca anchura en relación con la longitud de la fachada del edificio. Posee una planta noble de gran altura sobre un basamento de piedra de distinta tonalidad y composición y sobre esta otra planta menor a modo de buhardilla, trastero o almacén.
Bajo el primer piso, se intuye una enorme bodega revelada por los dos respiraderos que posee la fachada, uno sobre el zócalo (el derecho) y otro en él (el izquierdo)
Actualmente el palacio es de propiedad privada, pero se halla, salvo en algún elemento puntual, bien conservado.

### Arquitectura tradicional en el pueblo
En Morales se pueden encontrar numerosas casas blasonadas, entre las que destaca el palacio del Obispo, en El Cortinal, así como otras viviendas realizadas con ladrillo grueso junto con piedra mollar en los cercos de puertas y ventanas como es el caso de la casa donde nació el Obispo Hernández.
También destacan algunas viviendas cotidianas de arquitectura popular en barro, adobe y en 'piedra de mollar' salmantina junto con enlucidos blancos de cal o mortero. La mayoría de estas viviendas las encontramos en las vías principales del pueblo Viejo como son (de más a menos ejemplos): la calle Corrales y la calle de Zamora, la calle del Obispo Hernández (también llamada calle Trascastillo), la calle del Cortinal, la calle de la Iglesia, la calle del Oro, la calle del Castillo...
Es destacable también el edificio del ayuntamiento, el cual era una casa solariega particular que el ayuntamiento adquirió y transformó en oficinas municipales a finales del siglo pasado. Tras ella posee un bonito patio con una arquería de ladrillos sobre pilares de piedra, actualmente denominada patio del Flamencólogo José Blas Vega, debido a que en él se celebra anualmente el Festival de Flamenco de la Tierra del Vino. El patio es utilizado normalmente como aparcamiento por los trabajadores del ayuntamiento y por tanto salvo en los eventos celebrados en él, este suele estar cerrado al público general.
Son destacables también, aunque no se cataloguen como monumentos, la presencia de bodegas enterradas, frescas y bonitas, para la elaboración del vino que da el apellido al pueblo. Actualmente, debido al abandono de la producción vinícola desde mediados del siglo XX, muchas de ellas se hallan en desuso o, peor aún, abandonadas o enterradas (circunstancia esta última que suele conllevar más problemas que ventajas a las nuevas viviendas asentadas sobre ellas). No obstante su valoración como elementos fundamentales en la identidad del pueblo antiguo así como su peculiaridad, al ser construcciones muy poco comunes en otras poblaciones, está empezando a favorecer su puesta en valor y conservación. Hoy en día aún es posible identificar cuan importantes han sido estas construcciones en la historia de este pueblo observando cuantas casas del pueblo viejo tienen rejillas de ventilación de las bodegas (o respiraderos) cercanas a la cota del suelo, en los zócalos, incluso en algunos casos cegadas con mortero o piezas por el desuso de la bodega).

### Monumentos fuera del pueblo, en el término municipal
El pueblo cuenta con la conocida ermita del Cristo de Morales, situada al lado de la Ruta de la Plata, en cuyo interior acoge un Cristo medieval artífice, cada 9 de mayo, de la celebración de la Romería del Cristo de Morales, de gran tradición y devoción no solo en Morales, sino también en su comarca de Tierra del Vino y en la propia ciudad de Zamora, esta última situada a escasos 3 km de la ermita. Sobre la devoción capitalina a esta imagen, existe una conocida locución zamorana que dice: ¡Cuántos hay en Zamora que van al Cristo; y cuántos en Morales que no le han visto!, en clara referencia a la devoción que hay en la ciudad de Zamora al Cristo Crucificado que en ella se halla, fervor que supuestamente no es mantenido por los habitantes de Morales según un refrán popular que hace referencia a las históricas disputas entre moralinos y Zamoranos por la posesión de la ermita.
Sin embargo, el carácter no festivo del día 9 de mayo en la ciudad de zamorana, ha desdibujado una larga tradición romera que reunía a vecinos de Morales y de Zamora en la ermita y su pradera aneja, siendo su principal consecuencia una disminución apreciable del número de romeros capitalinos, por lo que en su mayor parte son moralinos los encargados de mantener la especial devoción por el Cristo de Morales, siendo su popular Romería la principal manifestación, entre cuyos actos destaca la procesión de la virgen, acompañada de la lúdica merienda en la bella pradera arbolada de la ermita.

### Arquitectura tradicional fuera del pueblo, en el término municipal
Fuera del pueblo abundan campos dedicados al cultivo agrario, muchos de ellos con pequeños casetos de escasa importancia. Al ser tierra de secano, en Morales como en otras poblaciones de tierras de secano (ej: Tierra del Pan, Monfarracinos...), aparece un elemento peculiar de la zona de nuevo escasamente visto en otros lugares como es la Buchina. La Buchina es una construcción generalmente circular (de 5 a 10 metros de diámetro) similar a una piscina pero escasamente excavada bajo el suelo (salvo las Buchinas-pozos) y sobresaliente sobre este ente 1 y 2 metros. En ella se almacenaba el agua extraída de pozos cercanos a modo de estanque o alberca para posteriormente usarla en el riego de los cultivos la tierra (por lo que muchas están situadas en el centro de las tierras). También en los meses de verano era frecuente usarlas como piscinas por sus propietarios.
Hoy en día, los modernos métodos de irrigación han hecho prácticamente inútil este peculiar elemento, cayendo su mayoría en el abandono o ruina. Si observamos por foto aérea y ortofoto el municipio moralino no nos resultará difícil observar estos elementos en medio de grandes tierras con árboles a su lado o incluso dentro de ellas.
La palabra 'buchina' así como la construcción a la que hace referencia son uno de los localismos más peculiares del sur de la provincia de Zamora, escasamente oídos fuera de ella. Otro ejemplo muy claro en la zona es la palabra "encholar": encajar un balón en un tejado o jardín (también oído en otras zonas rurales españolas).

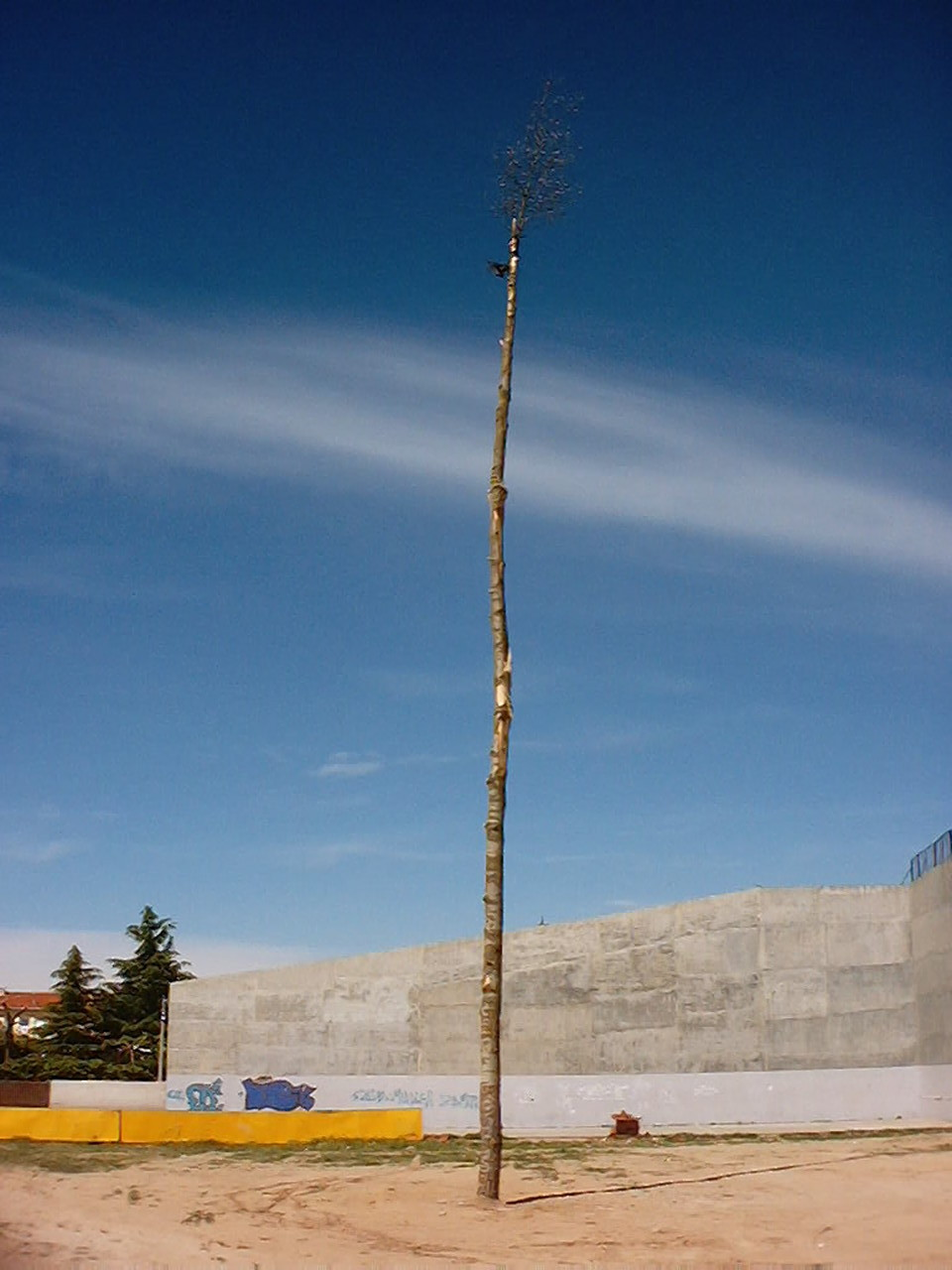
El Mayo de los Quintos

### Fiestas del Cristo (1 - 9, 10 y 11 de mayo)
La principal época de festividades en el pueblo coincide con la primera quincena de mayo.
El 1 de mayo comienza con la tradicional puesta del mayo por los Quintos del año en curso. Los actos de esta popular festividad, constan de una previa fase de preparación, consistente en la tala, desbroce y traslado de un árbol verde (generalmente un chopo) a una finca cercana al pabellón, escuelas y gasolinera del pueblo. El acto en sí comienza a las 00:00 h, momento en el que los Quintos proceden a la colocación, en colaboración con el resto de moralinos, del árbol cortado en el agujero que previamente han preparado los protagonistas de esta fiesta. Una vez colocado definitivamente, los Quintos ofrecen una chocolatada a los asistentes y, en los últimos años, la fiesta continúa en el salón municipal con una verbena, baile o discoteca móvil.
Del 1 al 8 de mayo tienen lugar en el Cristo una serie de misas, generalmente hacia las 7 de la tarde, que sirven de preparatorio para el gran día, se denominan coloquialmente como 'Novenas' además de otras 'rogativas'.
En la noche del 8 de mayo se celebra una verbena en la pradera del Cristo en la que los Quintos ofrecen un servicio de bar en su tradicional caseta.
El 9 de mayo, día del Cristo, es el de la gran festividad de Morales. Los moralinos en tempranera procesión acompañan a su patrona, la Virgen de la Asunción, desde la iglesia parroquial hasta la ermita del Cristo. La marcha, amenizada por la banda del pueblo, se puede considerar que consiste en 'la visita de la madre a su hijo', llevada por cualquier habitante que se ofrezca a colaborar. La procesión se acelera durante su trayecto por la carretera, salvo en un hito marcado por una cruz en el que todo el pueblo entona un rezo según una antigua tradición. Una vez llega la Virgen a la ermita, ésta es colocada junto al Cristo y tiene lugar la misa Mayor. Posteriormente los actos transcurren en la pradera aneja, en la que todos los asistente pueden disfrutar del mercadillo, de los juegos infantiles, de las terrazas y bares (entre las que destaca la de los Quintos por su popularidad) o del paisaje arbolado entre el que es tradición merendar. Los actos en la pradera culminan a las 21:00h con la despedida de la Virgen y su vuelta en procesión hasta el pueblo. Con posterioridad, y para culminar el día, se ofrece a oriundos y forasteros la tradicional verbena o baile que generalmente suele transcurrir en el pabellón municipal.
El día 10, día del Cristico, y el 11, día de los Forasteros, junto con el fin de semana posterior, tienen lugar diversas actividades como comidas para todos los asistentes, bailes, juegos infantiles, partidos entre solteros y casados, competiciones de bolos, exhibiciones de motos o coches antiguos, corridas de toros y "vaca prix" y demás actividades que culminan el último día con un cierre de fuegos artificiales.

### Festividad de los Quintos (1-11 de mayo y 5-6 de enero)
Otras fiestas que celebra Morales son Los Quintos, que comienza con la Festividad de los Mayos y la caseta de los quintos, continuando ya en Navidades con el aguinaldo la víspera del Día de Reyes, y tocando y bailando por las calles el día de Reyes tras la misa, con baile al anochecer.

### Semana Cultural en verano (mes de agosto)
En verano (a finales de agosto) se celebra la Semana Cultural, que incluye la celebración anual del festival de Flamenco de la Tierra del Vino una ruta en bicicleta por parte de todos los vecinos hasta la vecina población de Pontejos con chocolatada y sorteo de bicicletas a la vuelta (a finales de agosto), bailes nocturnos y una exhibición de Judo entre otras actividades, así como animación de las peñas.

### Otras celebraciones
También se pueden encontrar celebraciones puntuales menos renombradas, pero que siguen tradiciones antiguas, como Santa Águeda el 5 de febrero, en la que las Águedas vestidas con su tradicional vestimenta recorren el pueblo animando a los vecinos y pidiendo alguna donación; San Isidro, el 15 de mayo, el Corpus en junio o las procesiones de Semana Santa (participa la Banda de Cornetas y Tambores Cristo de Morales) en el pueblo, o el Día de la Fonfala, en Pentecostés, que se sigue festejando con una merienda y juegos en la pradera del Cristo, aunque antiguamente se realizaba en La Fonfala, un paraje con una pradera natural y un manantial cercano a La Corneja.

## Servicios
La casa consistorial de Morales del Vino se ubica en una casona antigua de la plaza de la Ermita, en la salida por la calle del Cortinal, donde se encuentran actualmente las dependencias del juez de paz, secretario, consultorio médico y las oficinas del ayuntamiento.
Morales del Vino cuenta con un colegio público, independiente del CRA Moraleja del Vino, donde se puede cursar hasta 6.º de primaria.
El edificio de usos múltiples, titularidad del Ayuntamiento, además cuenta con una sala de ordenadores con conexión a internet ADSL gratuita y una biblioteca pública que permanece abierta las tardes de los días laborables. También en la plaza se encuentra la oficina de Correos y otras dependencias del ayuntamiento.
Igualmente hay una residencia de la tercera edad, una residencia para discapacitados psíquicos (ASPROSUB) y un centro de día para éstos, un consultorio médico de SACYL con dos doctores, una guardería, un club de jubilados y el ayuntamiento desarrolla diversos talleres de inserción de empleo en el edificio de usos múltiples de la plaza Mayor.
Ya se ha construido el centro de salud.
Cuenta además con un área deportiva, en la que encontramos pistas de fútbol, baloncesto, tenis, pádel y el gimnasio municipal, y una piscina climatizada.

### Transporte

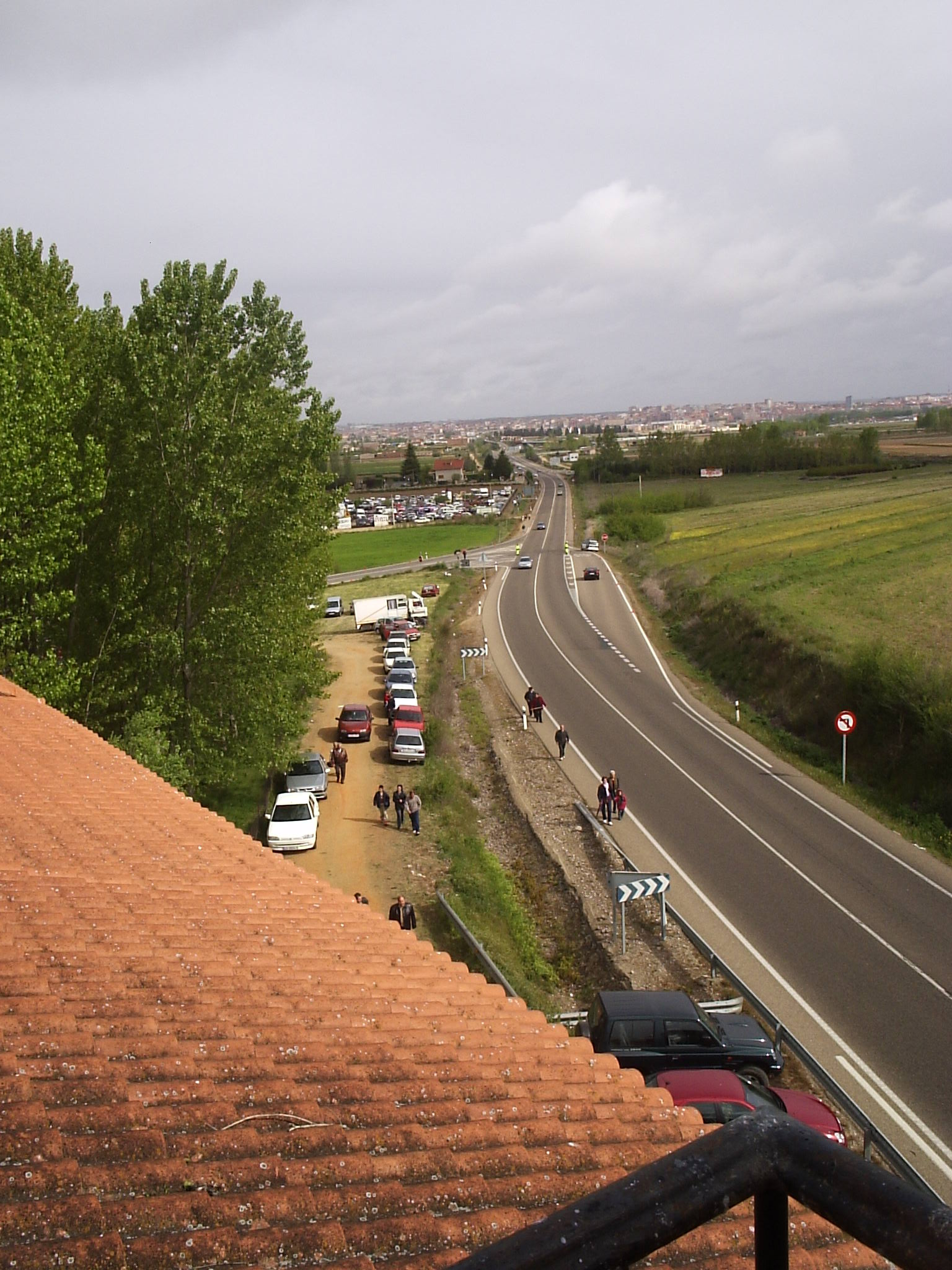
La N-630 desde el campanario de la ermita

Han sido cruciales para su desarrollo y comodidades de la población.

#### Ferrocarril
Desde 1985 es vía muerta, pero Morales del Vino cuenta con una estación de tren compartida con el pueblo vecino de El Perdigón, en el tramo de línea férrea de la Ruta de la Plata entre Salamanca y Zamora. Actualmente en tren la estación en funcionamiento más cercana es Zamora.

#### Carreteras en vehículo privado
Al pueblo de Morales del Vino se puede llegar en carretera desde Zamora o Salamanca por la N-630 (punto kilométrico 285), carretera que une Gijón con Sevilla y que atraviesa el pueblo por su mitad. La autovía Ruta de la Plata bordea por el este al pueblo, y deja como posibles entradas una rotonda a la altura de la Cruz de Piedra (solo para el sentido Salamanca->Valladolid) y un enlace al sur, la Salida 289 cercana a Cazurra (este para ambos sentidos). Otra posibilidad de enlace norte es un enlace anterior al primero tomando la rotonda que conduce a Zamora Este (salida 281), dirigiéndose hacia la ciudad y tomando la N-630 justo después de pasar el puente que hay sobre ella (también para ambos sentidos).
Las comunicaciones por carretera con Valladolid (103 km) y Madrid (257 km) son posibles por la autovía del Duero de dos formas: cogiendo la autovía directamente en Zamora (a través de la carretera de la Aldehuela), o tomando antes la A-66 desde la N-630 (antes de pasar el segundo puente, junto al sehuace) y saliendo por la salida 277 (Zamora, Valladolid y Portugal) que conecta la A-66 con la A-11.
Desde Zamora, y hacia Portugal se puede ir desde Zamora por la N-122 hacia Braganza (120 km) y por la carretera autonómica de Zamora-Fermoselle y Ricobayo-Miranda de Duero.

#### Carreteras en transporte público (bus)
La comunicación con autobús es posible con la capital zamorana así como con Salamanca por medio de la línea Zamora-Salamanca, en su modalidad normal, que también da servicio a varios municipios por la N-630 (la modalidad Express solo para en Zamora y Salamanca). Su frecuencia varía entre una y dos horas dependiendo del día de la semana y del momento del propio día (consultar horarios en la web)

#### Carreteras en transporte público (taxi)
La conexión en taxi desde Zamora suele tener un precio de unos 10 euros. Existen varias compañías que pueden cubrir el servicio

#### Bicicleta y carril bici
Morales del Vino participa dentro del programa Zamora te presta la bici del Ayuntamiento de Zamora por el que se pone a disposición de los ciudadanos varias bicicletas en aparcamientos dispuestos por la capital a los que se le añade uno en el municipio moralino situado junto a la parada de autobús en la N-630.
A su vez se ha establecido una ruta entre ambas poblaciones la cual no es un carril bici al uso sino una senda cilcable realizada mediante una mera señalización por aceras convencionales y caminos rurales que según la época del año pueden resultar estar acondicionados para un tránsito cómodo en bicicleta debido principalmente a las condiciones climatológicas. Se puede consultar en tramo, junto a otras rutas aquí.

### Otras
La llegada a pie es poco común dado los tiempos que corren, no obstante es posible llegar cómodamente desde el centro de Zamora a Morales en hora y media.
Si se prefiere llegar en avión, el aeropuerto internacional más próximo es Valladolid (110 km). Hay otro más próximo en Salamanca (75 km) pero es de ámbito nacional.